# 예체능
예체능은 예술과 체육을 통틀어 이르는 말이다.
예체능은 한국어 문화권에서만 사용되는 말이다. 예체능 과목은 교육과정의 일부로 중요하게 다루어진다. 하위 분류로는 체육, 무용, 음악, 미술 등이 있다.

## 같이 보기
- 연예인
- 운동선수